# Mauritania en los Juegos Olímpicos de Atenas 2004
Mauritania estuvo representada en los Juegos Olímpicos de Atenas 2004 por dos deportistas, un hombre y una mujer, que compitieron en atletismo.
El portador de la bandera en la ceremonia de apertura fue el atleta Yuba Uld Hmedia. El equipo olímpico mauritano no obtuvo ninguna medalla en estos Juegos.